# NGC 4945
NGC 4945 ist eine Balken-Spiralgalaxie vom Hubble-Typ SBc im Sternbild Zentaur am Südsternhimmel. Sie ist schätzungsweise 17 Millionen Lichtjahre von der Milchstraße entfernt und hat einen Durchmesser von etwa 140.000 Lichtjahren. Die Galaxie gehört zu den so genannten Seyfertgalaxien, ein spezieller Typ von  aktiven Galaxien, deren Zentrum weit mehr Energie aussenden als ruhigere Galaxien wie unsere Milchstraße. Eine Besonderheit ist ihre sehr starke H2O-Maser-Emission.
Gemeinsam mit sieben weiteren Galaxien bildet sie die NGC 5128-Gruppe (LGG 344).

Im selben Himmelsareal befindet sich unter anderem die Galaxie NGC 4976.
Am 8. Februar 2005 entdeckte man hier die Typ-IIP-Supernova SN2005af.
Das Objekt wurde am 29. April 1826 vom schottischen Astronomen James Dunlop entdeckt.

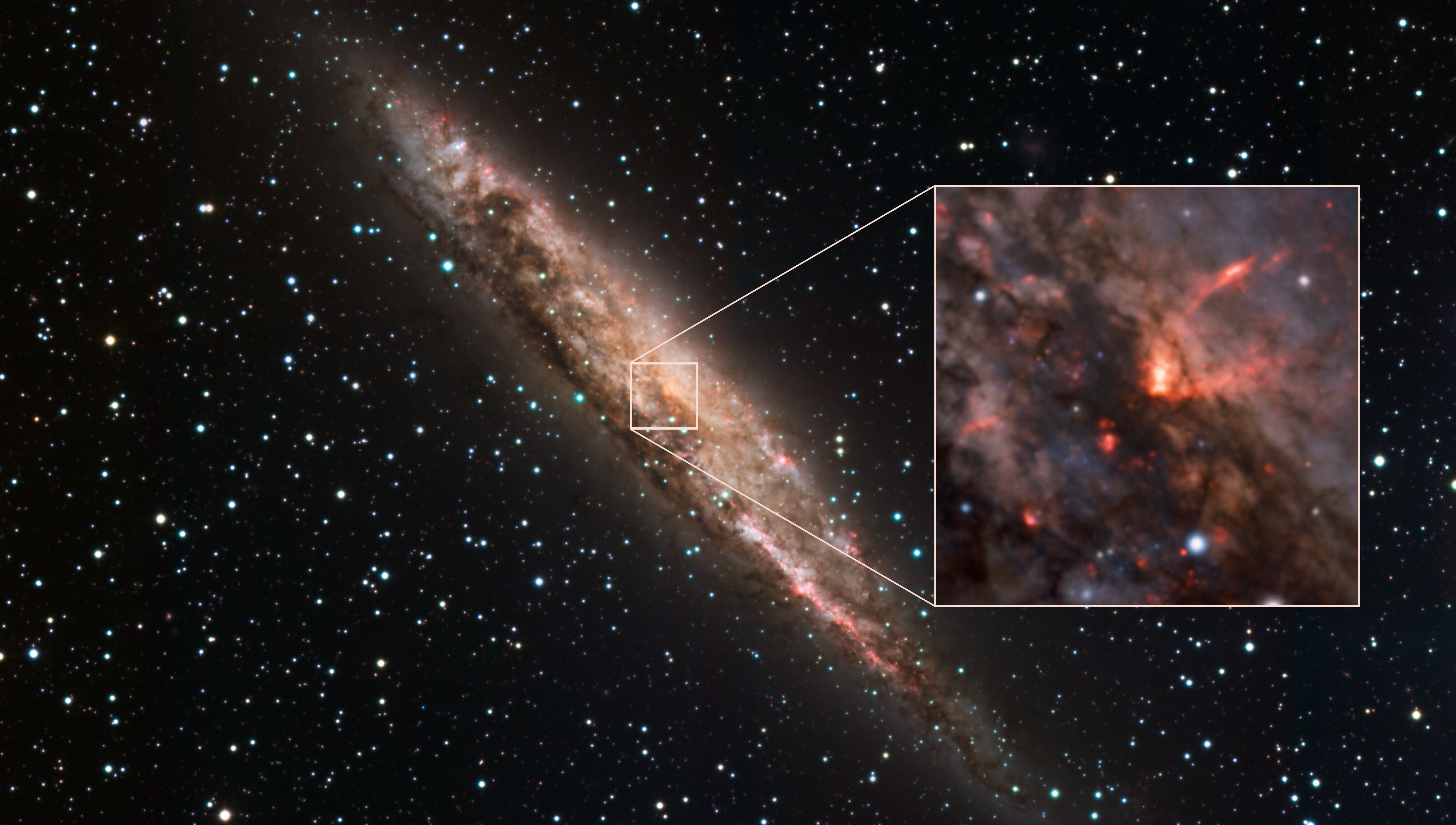
Detailstudie des supermassiven Schwarzen Lochs im Zentrum der Galaxie, erstellt mithilfe des Very Large Telescope
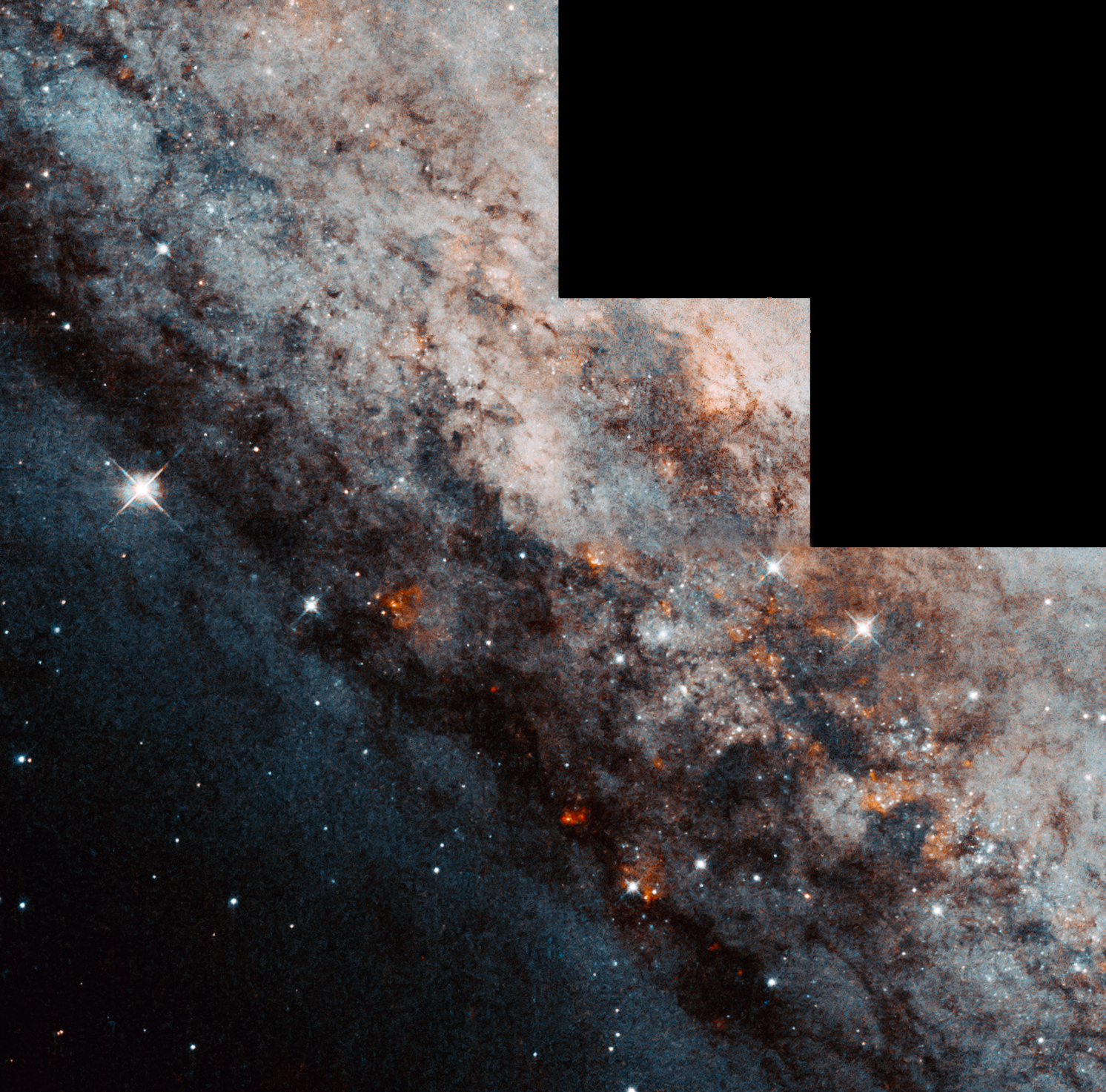
Detaillierte Aufnahme des Zentrums mithilfe des Hubble-Weltraumteleskops
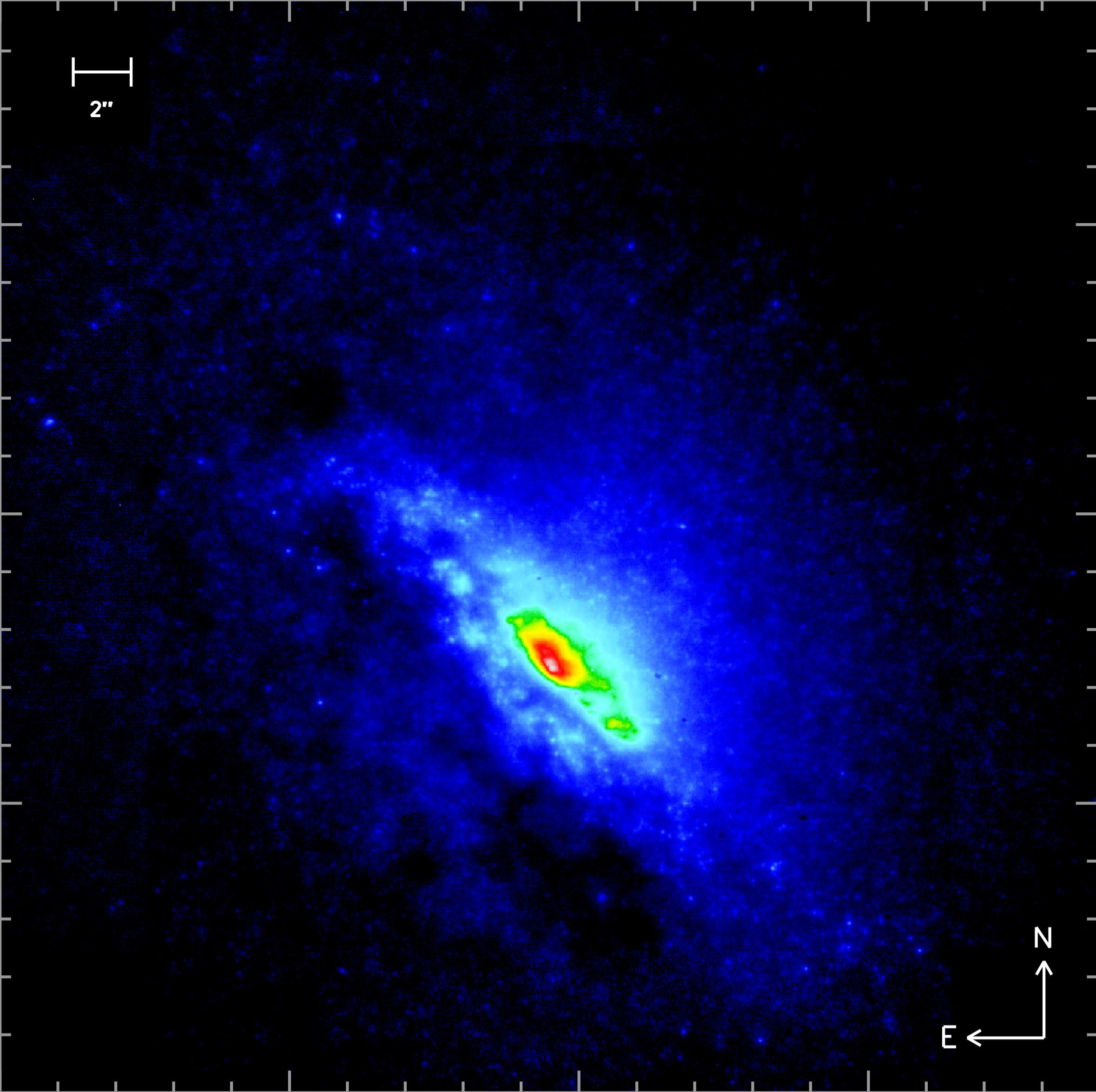
Infrarotaufnahme bei 2,2 µm mithilfe des Very Large Telescope – das supermassive Schwarze Loch im Zentrum tritt hervor.